# Theo Morell
Theodor Gilbert Morell, zdrobniale Theo Morell (ur. 22 lipca 1886 w Trais-Münzenberg w Górnej Hesji, zm. 26 maja 1948 w Tegernsee w Bawarii) – niemiecki lekarz, osobisty lekarz Adolfa Hitlera.

## Młodość
Po ukończeniu szkoły powszechnej i gimnazjum, które ukończył z wyróżnieniem, zaczął studiować parazytologię, immunologię, psychiatrię, laryngologię i ginekologię w uczelniach Heidelbergu, Grenoble, Paryża i Monachium. W 1913 roku doktoryzował się z prawem wykonywania zawodu w Bawarii.

## Lekarz
Po krótkim epizodzie asystenta w szpitalu w Bad Kreuznach zatrudnił się jako lekarz okrętowy w liniach Woehermanna, a potem Norddeutscher Lloyd (NDL). Nabyta praktyka specjalizowała go ostatecznie jako urologa. Po wybuchu I wojny światowej wstąpił do armii niemieckiej, gdzie służył jako oficer batalionu medycznego. W 1918 roku otworzył własny gabinet lekarski w Berlinie. W 1920 roku poślubił bogatą aktorkę Johannę „Hanni” Moller, której posag umożliwił mu luksusowe wyposażenie gabinetu i uniezależnienie go od pacjentów z ubezpieczalni.
W 1933 roku, po dojściu do władzy narodowych socjalistów, na klinice Morella umieszczono graffiti z napisem „JUDE” („ŻYD”). Aby rozwiać wątpliwości co do swojego pochodzenia, Morell wstąpił do NSDAP, a w 1935 przeniósł gabinet na Kurfürstendamm 216, specjalizując się w leczeniu chorób wenerycznych. Jeszcze przez następne pięć lat (do 1938) przyjmował pacjentów pochodzenia żydowskiego.

## U boku Hitlera
W 1936 roku jego pacjentem został Heinrich Hoffmann – „nadworny fotograf” i przyjaciel Adolfa Hitlera, cierpiący na rzeżączkę. Zwieńczona skuteczną terapią znajomość doprowadziła Morella do bezpośredniego spotkania z Hitlerem, a w konsekwencji do objęcia posady „nadwornego lekarza Führera”, którą piastował aż do 22 kwietnia 1945, kiedy Hitler zakomunikował mu, że nie będzie go już potrzebował. Towarzyszył führerowi we wszystkich kwaterach głównych. Korzystając z koneksji, przejął połowę udziałów w koncernie farmaceutycznym „Hamma” z Hamburga.
Lecząc Hitlera, wykorzystywał ponad 60 substancji działających doraźnie i powodujących natychmiastowe uśmierzenie dolegliwości – głównie wlewki, sztuczne multiwitaminy, kolonie nieznanych bakterii, rzekome antybiotyki, hormony, narkotyki i trucizny (strychnina). Skutecznie odpierał ataki innych lekarzy, takich jak Karl Brandt czy Erwin Giesing, zarzucających mu działanie na szkodę pacjenta i utrzymał swą pozycję niemal do końca II wojny światowej. 22 kwietnia 1945 roku Hitler w obliczu zbliżającego się samobójstwa odprawił Morella ze swojego bunkra.

## Śmierć
Po opuszczeniu Berlina na krótko zamieszkał w Berghofie. 18 maja 1945 roku był przesłuchiwany przez aliantów w szpitalu w Bad Reichenhall, a 17 lipca 1945 został aresztowany na dworcu kolejowym w Monachium.
Przez następne trzy lata znajdował się w stanie stale pogarszającej się poczytalności, rozpadu osobowości i ciężkiej arteriosklerozy w różnych obozach internowania, m.in. na terenie byłego obozu koncentracyjnego w Dachau. Zwolniono go 30 czerwca 1947 roku i przewieziono do szpitala w Tegernsee. Przebywał tutaj, bez kontaktu z żoną, w ubóstwie i samotności. Zmarł rok później na udar mózgu, 26 maja 1948 roku.